# Walter Egerton
Sir Walter Egerton KCMG (1858 – 22 de març de 1947) va ser un administrador colonial britànic que va tenir una llarga carrera en l'administració de l'Imperi Britànic, exercint posicions importants que van incloure el Govern de la Colònia de Lagos (1904–1906), del Protectorat de Nigèria del Sud (1906–1912), i de la Guiana Britànica (1912–1917).[1]

## Inicis de la carrera
Després d'una educació a l'escola Tonbridge, el 1880 Egerton va sortir d'Anglaterra cap als Establiments de l'Estret (Straits Settlements) com a cadet i per diversos anys van servir allà i als Estats Malais Protegits. El 1880, amb 21 anys aproximadament, fou Magistrat a Singapur; el 1883 esdevingué Recaptador (Collector) a Penang; fou després Comissari del Tribunal de Peticions a Penang i va ser nomenat Resident Suplent a aquest estat el 1894; el 1888, fou Primer Magistrat interí a Penang, càrrec en la que després fou nomenat de manera permanent. Va actuar de manera interina com a Secretari Colonial dels Establiments de l'Estret (Straits Settlements) entre 1899 i 1901.

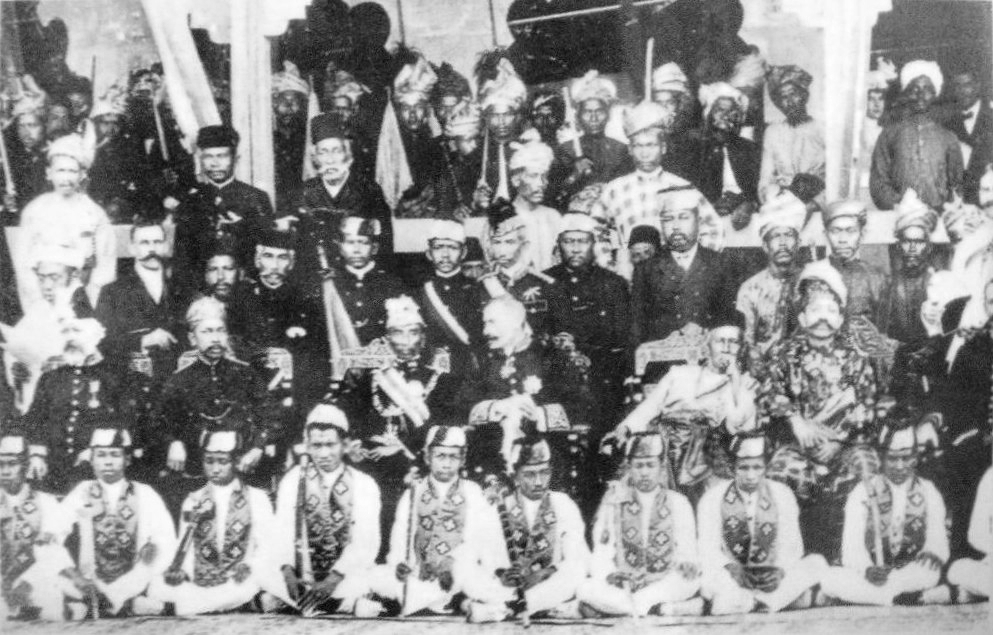
Foto commemorativa de grup presa al 2n Durbar celebrat el 20 de juliol de 1903. Asseguts d'esquerre a dreta: William Treacher (resident-general), Sultà Alaiddin Sulaiman de Selangor, Sultà Idris de Perak, Sir Frank Swettenham (governador), Sultà Ahmad Maatham de Pahang, Tuanku Muhammad (Yang di-Pertuan Besar de Negeri Sembilan), Walter Egerton (resident-general a Negeri Sembilan)

Egerton fou Resident en l'estat protegit de Negeri Sembilan (1902–03). En aquesta funció, va estar implicat en les lleis relacionades a una forma de servitud on els nens il·legítims d'una dona eren donats a la custòdia del governant local. Egerton va decidir que això era contrari a la xària, i que els nens pertanyien a les seves mares. En això va rebre suport del Sultà de Perak.
Quan Egerton esdevingué Governador de la Colònia de Lagos el 1903 ja tenia més de vint anys d'experiència en el servei colonial a l'Orient Llunyà.
Jalan Penghulu Cantik a Seremban fou un temps anomenat Egerton Road en la seva memòria.

## Nigèria

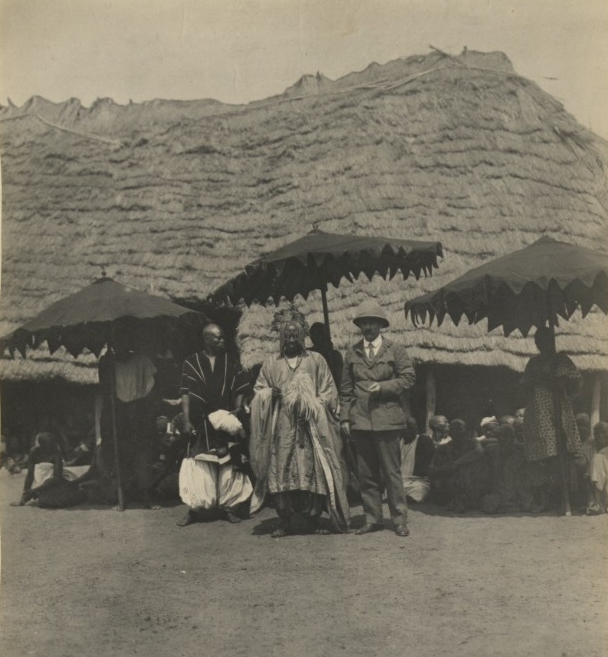
Alafin Oyo & Sir Walter Egerton, vers 1910

Egerton esdevingué el 1903 governador de la Colònia de Lagos, que abraçava també la majoria de les terres dels ioruba al sud-oest del que és ara Nigèria. L'oficina colonial va voler amalgamar la Colònia de Lagos amb el protectorat de Nigèria del Sud, i l'agost de 1904 va designar a Egerton també com a Alt Comissari pel Protectorat de Nigèria del Sud. Va exercir els dos càrrecs fins al 28 de febrer de 1906.
En aquella data els dos territoris foren formalment units i Egerton va ser designat Governador de la Colònia i Protectorat de Nigèria del Sud, i va romandre en el càrrec fins al 1912. En la nova colònia de Nigèria del Sud nova, l'antiga Colònia de Lagos esdevingué la Província Occidental, i l'antic Protectorat de Nigèria del Sud va ser partit en una Província Central amb capital a Warri i una Província Oriental amb capital a Calabar.
Quan el seu predecessor a Nigèria del Sud, Sir Ralph Moor, va dimitir, va dimitir, una part gran del sud-est de Nigèria era encara fora de control efectiu britànic. Al agafar el càrrec, Egerton va començar una política d'enviar patrulles de pacificació anuals, les quals generalment obtenien la submissió a través de l'amenaça de la força sense necessitar, de fet, usar aquesta força.
Quan Egerton esdevingué governador de Lagos va aprovar entusiàsticament l'extensió del ferrocarril Lagos – Ibadan cap a Oshogbo, i el projecte va ser aprovat el novembre de 1904. La construcció va començar el gener de 1905 i la línia va assolir Oshogbo l'abril de 1907. Va afavorir el transport per ferrocarril per damunt del transport pel riu, i va pressionar per estendre el ferrocarril més enllà, cap a Kano via Zaria. També va patrocinar la construcció de carreteres, treballant en la fundació legislativa establerta pel seu predecessor Moor que va habilitar ús de mà d'obra local sense sou. Egerton compartia el punt de vista de Moor en el dany que es feia al comerç del riu Cross per la combinació d'indígenes del centre i els comerciants basats a Calabar. Els comerciants establerts, al principi van aconseguir de l'Oficina Colonial l'establiment de normes que limitaven la competència de comerciants disposats a instal·lar bases més llunyanes a l'interior, però amb alguna dificultat Egerton va persuadir els oficials per revertir aquestes normes.
Egerton fou un fort defensor del desenvolupament colonial. Va creure en un dèficit que financés en certs períodes el creixement de la colònia, cosa que es va reflectir en els seus pressupostos de 1906 a 1912. Va tenir una lluita constant per obtenir l'aprovació per aquests pressupostos de l'oficina colonial. Ja el 1908, Egerton va donar suport la idea d'un Departament Agrícola, correctament organitzat amb un cap enèrgic i experimentat, i el Departament d'Agricultura es va crear finalment el 1910.
Egerton va aprovar el desenvolupament de plantacions de goma, un concepte familiar per ell del seu temps a la península Malaia, i va arranjar terres per ser arrendades per aquest propòsit. Això va suposar la fundació d'una indústria altament reeixida. També va pensar que hi podria haver un gran potencial en els curts camps propers a la ciutat de Bauchi, i per aquests va proposar una branca ferroviària als camps que va pensar que estaria justificada.
Egerton va entrar en conflicte amb l'administració de Nigèria del Nord en un nombre d'assumptes. Hi havia un debat sobre si Ilorin hauria de ser incorporat a Nigèria del sud, ja que els seus habitants eren iorubes, o quedar-se a Nigèria del Nord, ja que el seu governant era musulmà i per algun temps Ilorin havia estat subjecte al Califat o Sultanat de Sokoto. Hi hi havia discussió sobre l'administració de les taxes dels béns que arribaven a la costa i eren portats a Nigèria del Nord. I hi havia disputa sobre si les línies de ferrocarril del Nord haurien d'acabar a Lagos o haurien d'agafar rutes alternatives al riu Níger i la costa. Egerton per la seva banda tenia raó quan objectava la proposta d'una línia que acabava a Baro al Níger, ja que la navegació d'allí cap al sud i la costa estava restringida a l'estació de pluges, i fins i tot llavors era incerta.
L'administració d'Egerton va imposar polítiques que van tendir cap a segregació d'europeus i africans.Aquestes van incloure excloure als africans del Servei Mèdic Africà de l'Oest dient que cap europeu hauria de rebre ordres d'un africà, cosa que va tenir l'efecte de fer apartar del servei a l'exèrcit als doctors africans. Egerton no sempre va aprovar aquestes polítiques, i no van ser estrictament imposades. La relació legal entre el govern de Lagos i els estats iorubes del protectorat de Lagos administrats per la Colònia de Lagos no eren clars, i no va ser fins al 1908 que Egerton va persuadir als obes (reis) d'acceptar l'establiment del Tribunal Suprem en les principals ciutats.
El 1912, Egerton va ser reemplaçat per Frederick Lugard, qui va ser nomenat Governador-General d'ambdues Nigèria del Sud i del Nord amb el mandat d'unir-les. Egerton va ser nomenat governador britànic de la Guiana Britànica, clarament una degradació, cosa que podria haver estat connectada a les seves lluites amb els oficials de l'Oficina Colonial.

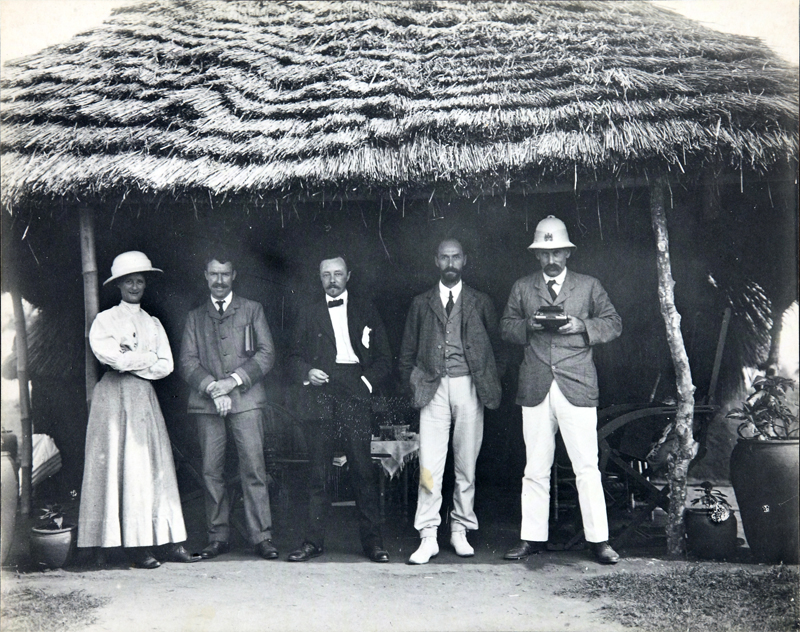
Sir Walter Egerton (darrer a la dreta) amb la seva muller i altres occidentals a Lagos, vers 1910

## Final de la carrera
Fou Governador de la Guiana Britànica des de 1912 fins a 1917. El maig de 1914 es va informar que Egerton va tenir un pla per construir un ferrocarril de la costa a la frontera brasilera, una distància de 550 km. La línia nova obriria els camps d'or i de diamants així com donaria suport a la tala de la fusta i al desenvolupament de terra cultivable. El problema principal fou obtenir el finançament. Anys més tard, Egerton va dir "si preguntes quina política seguia, hauria de dir "obrir mitjans de comunicació' i si desitges informació addicional, respondria "obrir-ne més!" 

## Honors i vida privada
Egerton va ser designat Company de l'Orde de Sant Miquel i Sant Jordi (CMG) el novembre de 1901, i el 1905 esdevingué un Company Cavaller d'aquesta mateix ordre. El 1911, va rebre el grau honorari de Doctor de Lleis de la Universitat d'Edimburg.
El 1905, Egerton es va casar amb Ada Maud Sneyd-Kynnersley OBE, una filla del Reverend George Lloyd Nash i vídua de C. W. Sneyd-Kynnersley CMG. Després de la seva jubilació i retirada a Anglaterra esdevingué un membre del Junior Carlton i del Reial Automobil Club. La seva muller va morir el 1934, i Egerton li va sobreviure fins al 22 de març de 1947. Al temps de la seva mort la seva adreça constava al "Qui és Qui" com a  "Fair Meadow, Mayfield, Sussex".